# Vladimir Andreev
Vladimir Georgiyevich Andreyev (cirílico:Владимир Георгиевич Андреев) (Astracã, 14 de julho de 1945) é um ex-basquetebolista russo que integrou a Seleção Soviética que conquistou a Medalha de Bronze disputada nos XIX Jogos Olímpicos de Verão realizados na Cidade do México em 1968.